# Oecetis belihuloya
Oecetis belihuloya är en nattsländeart som beskrevs av Malicky 1973. Oecetis belihuloya ingår i släktet Oecetis och familjen långhornssländor. Inga underarter finns listade i Catalogue of Life.